# 佐々木久四郎
佐々木 久四郎（ささき きゅうしろう、文政10年7月13日〈1827年9月3日〉- 1895年〈明治28年〉1月13日）は、明治時代の日本の政治家。宮城県黒川郡富谷村2代村長。宮城県第4大区小5区副戸長・宮城県第3大区小1区副戸長・富谷村初代助役を歴任した。位階は正七位。勲等は勲六等。

## 来歴
文政10年7月13日（1827年9月3日）、陸奥国黒川郡成田村（現在の富谷市西成田）に佐々木亀蔵の次男として生まれた。15歳のとき、成田村の佐々木弥右衛門の家を継ぎ、明治5年4月9日（1872年6月10日）の大区小区制施行時には宮城県第4大区小5区の副戸長を高橋運治と務めることになった。その後、村扱や戸長・土木委員・通信委員・学務係・小学校資産管理人等の役職に就いた。
1889年（明治22年）4月1日に宮城県で町村制が施行されるにあたり、周辺の村との合併のため連絡と村民の親和に尽力し、町村制施行後は公選によって富谷村の初代助役となった。このときの村長には今泉村出身の山本良盛、収入役には富谷村出身の内ヶ﨑良作が推挙された。山本良盛の退任後、1890年（明治23年）2月には村長に就任し、1894年（明治27年）9月まで村長を務めた。
1895年（明治28年）1月13日、病のため享年69歳で亡くなった。

### 年譜
- 文政10年7月13日（1827年9月3日） - 陸奥国黒川郡成田村（現在の富谷市西成田）に生まれる。
- 明治5年4月9日（1872年6月10日）- 大区小区制の施行に伴い、宮城県第4大区小5区の副戸長に就任する[3][4]。
- 1874年（明治7年）4月 - 大小区の合併により、宮城県第3大区小1区の副戸長に就任する[3][4]。
- 1875年（明治8年）11月 - 西成田小学校の新築移転時に土地53坪を寄付する[5]。
- 1878年（明治11年）10月21日 - 郡区町村編制法の施行に伴い、宮城県黒川郡今泉村・大童村・大亀村・明石村・石積村・西成田村・穀田村の戸長に就任する[3][4]。
- 1881年（明治14年）4月 - 宮城県黒川郡大亀村・明石村・石積村・西成田村・太田村・山田村・小鶴沢村・富谷村・穀田村・一ノ関村・二ノ関村・三ノ関村・志戸田村・下草村の戸長に就任する[3][4]。
- 1884年（明治17年）- 戸長が公選から官選となったため、戸長を退任する[3][4]。
- 1889年（明治22年）
  - 4月 - 富谷村助役に就任する。
  - 12月 - 富谷村助役を退任する。
- 1890年（明治23年）2月 - 富谷村村長に就任する。
- 1894年（明治27年）9月 - 富谷村村長を退任する。
- 1895年（明治28年）1月13日 - 病のため亡くなる。享年69歳。

## 人物
- 戒名は「大徳院実応明道居士」。墓地は富谷市西成田の法圓寺にある[2]。
- 佐々木の所有する西成田字郷田の敷地にはかつて薬師神社という無格社が存在し、大巳貴命と少名彦命を祭神として祀っていたが、1909年（明治42年）1月18日に合祀命令によって鹿島天足別神社に合祀された[6]。
- 住所は富谷村大字西成田字郷田二番21[1]。